# رابرت گرانت آیتکن
 رابرت گرانت آیتکن (انگلیسی: Robert Grant Aitken؛ ۳۱ دسامبر ۱۸۶۴ – ۲۹ اکتبر ۱۹۵۱) یک دانشمند در زمینه اخترشناسی اهل ایالات متحده آمریکا بود.